# Högakustenbron
Högakustenbron (deutsch Hochküstenbrücke) ist eine Hängebrücke über den Fluss Ångermanälven in der schwedischen Gemeinde Kramfors. Die 1997 eröffnete Brücke ist eine Straßenbrücke für die Europastraße E4 und das zweithöchste Bauwerk Schwedens: Die maximale Stützweite der Brücke beträgt 1.210 m und ist damit fast ebenso lang wie die der Golden Gate Bridge (1.280 m). Ihre lichte Höhe beläuft sich auf 40 m, die Gesamthöhe auf 186 m bei einer Gesamtlänge von 1.867 m. Die Brücke ist 17,8 m breit.